# Spectre (veiligheidslek)

Een logo voor het veiligheidslek, met een tak

Spectre is een veiligheidslek in microprocessors die branch prediction gebruiken door middel van zogenaamde speculatieve uitvoering. Hierbij kunnen kwaadaardige processen toegang krijgen tot het virtueel geheugen van andere programma's. Een website kan gegevens lezen die de browser bewaart voor een andere website, of kan het geheugen van de browser zelf lezen. Firefox 57.0.4 (gedeeltelijk) en Chrome 64 lossen het probleem op door elke website een eigen browserproces te geven in het besturingssysteem.